# Methewitz
Methewitz ist ein Ortsteil der Stadt Groitzsch im Landkreis Leipzig (Freistaat Sachsen). Der Ort wurde 1973 nach Auligk eingemeindet und kam mit diesem im Jahr 1996 zur Stadt Groitzsch.

## Geografie
Methewitz liegt in der Leipziger Tieflandsbucht fünf Kilometer südlich von Groitzsch. Im Osten befindet sich der Groitzscher See, der im stillgelegten Südteil des Tagebaus Groitzscher Dreieck entstand. Im nördlichen Teil soll die Braunkohleförderung als Teil des Tagebaus Vereinigtes Schleenhain ab 2030 wieder aufgenommen werden. Nachbarorte sind die ebenfalls zum sächsischen Groitzsch gehörigen Ortsteile Nöthnitz im Norden und Michelwitz im Süden.

## Geschichte
Methewitz wurde im Jahr 1484 als „Metewicz“ erwähnt. Der Ortsname ist slawischen Ursprungs, der Wortstamm „Meta“/„Metati“ hat die Bedeutung „Werfer“. Methewitz lag bis 1856 im kursächsischen bzw. königlich-sächsischen Amt Pegau. Die Gerichtsbarkeit über Methewitz lag beim Rittergut Löbnitz, kirchlich ist der Ort bis heute nach Michelwitz eingepfarrt. Ab 1856 gehörte der Ort zum Gerichtsamt Pegau und ab 1875 zur Amtshauptmannschaft Borna.
Seit 1879 hatte Methewitz im östlichen Nachbarort Käferhain Anschluss an die 1874 eröffnete Bahnstrecke Gaschwitz–Meuselwitz. Am 1. Oktober 1948 erfolgte die Eingemeindung der Nachbarorte Nöthnitz und Käferhain nach Methewitz. 1952 kam die Gemeinde Methewitz mit ihren zwei Ortsteilen zum Kreis Borna im Bezirk Leipzig. Die Eingemeindung von Methewitz nach Auligk erfolgte am 1. Juli 1973. Der östlich von Methewitz gelegene Ortsteil Käferhain musste 1985/86 dem Tagebau Groitzscher Dreieck (1974–1991) weichen. Die Bahnstrecke Gaschwitz–Meuselwitz war auf dem Abschnitt Groitzsch–Lucka (Kr Altenburg) bereits im Jahr 1976 eingestellt worden.
Als Ortsteil von Auligk wurde Methewitz im Jahr 1990 dem sächsischen Landkreis Borna und 1994 dem Landkreis Leipziger Land zugeordnet. Durch die am 1. Januar 1996 erfolgte Eingemeindung von Auligk nach Groitzsch wurde Methewitz ein Ortsteil der Stadt Groitzsch.

### Eingemeindungen
| Ehemalige Gemeinde | Datum           | Anmerkung                                                                                      |
| ------------------ | --------------- | ---------------------------------------------------------------------------------------------- |
| Käferhain          | 1. Oktober 1948 | Eingemeindung nach Methewitz, 1985–1986 durch Braunkohlentagebau Groitzscher Dreieck beseitigt |
| Methewitz          | 1. Juli 1973    | Eingemeindung nach Auligk, mit diesem am 1. Januar 1996 zu Groitzsch                           |
| Nöthnitz           | 1. Oktober 1948 | Eingemeindung nach Methewitz                                                                   |